# Левченко, Александр Алексеевич
Александр Алексеевич Левченко (род. 24 октября 1955 года) — советский и российский учёный-физик, член-корреспондент РАН (2022).

## Биография
Родился 24 октября 1955 года в с. Марфино Астраханской области.
В 1979 году — окончил факультет общей и прикладной физики МФТИ.
С 1979 года — работает в Институте физики твердого тела РАН: учёный секретарь института (1994—2002), заместитель директора (2002—2017), заведующий лабораторией квантовых кристаллов (с 2005 года), директор института (с 2017 года).
В 1984 году — защитил кандидатскую диссертацию, тема: «Рассеяние фонов дислокациями и процессом возврата в пластически деформированных образцах гелия».
В 2003 году — защитил докторскую диссертацию, тема: «Динамические и нестационарные явления на поверхности и в объёме конденсированного водорода».
Заведующий базовыми кафедрами МФТИ, ВШЭ и Астраханского государственного университета при ИФТТ РАН.
В 2022 году — избран членом-корреспондентом РАН от Отделения физических наук, является заместителем академика-секретаря ОФН.

## Научная деятельность
Специалист в области физики квантовых жидкостей и кристаллов и в области физики нелинейных явлений в волновых и вихревых системах.
Основные научные интересы: теплоперенос в квантовых жидкостях и кристаллах, инжектированные заряды в квантовых жидкостях и кристаллах, неустойчивость нейтральной и заряженной поверхности жидкости, волновая и вихревая турбулентность на поверхности нормальной жидкости, вихри на поверхности и в объёме нормальной и сверхтекучей жидкости.
Впервые исследовал движение положительных и отрицательных зарядов в совершенных кристаллах параводорода и обнаружил переход от взаимодействия зарядов с классическими вакансиями к их взаимодействию с делокализованными вакансионами.
Впервые наблюдал турбулентный «Колмогоровский каскад» в системе капиллярных волн в широком интервале частот на поверхности жидкого водорода и гелия; обнаружил новый сценарий затухания турбулентности, связанный с влиянием конечной вязкости жидкости на динамику распада турбулентности, и показал, что распад турбулентности происходит автомодельным образом в квазиадиабатическом режиме.
Обнаружил формирование узкого горла на турбулентном распределении в системе капиллярных волн на поверхности сверхтекучего гелия и жидкого водорода.
Исследовал дискретную турбулентность на поверхности сверхтекучего гелия и жидкого водорода, впервые наблюдал конденсацию энергии в узком частотном диапазоне турбулентного распределения, обусловленная влиянием граничных условий.
Впервые экспериментально наблюдал и подробно исследовал вихревое движение, формируемое нелинейными волнами, распространяющимися на поверхности воды и сверхтекучего гелия.